# Nowy Gołębin
Nowy Gołębin (niem. Neu Golembin) – wieś w Polsce położona w województwie wielkopolskim, w powiecie kościańskim, w gminie Czempiń.
Nowy Gołębin leży na skraju Parku Krajobrazowego im. gen. Dezyderego Chłapowskiego.
Pod koniec XIX wieku wieś wchodziła w skład powiatu kościańskiego. Na terenie miejscowości znajdował się kościół katolicki.
W latach 1975–1998 miejscowość administracyjnie należała do województwa poznańskiego.

## Demografia
Pod koniec XIX wieku wieś liczyła 31 domostw i 238 mieszkańców. 225 z nich deklarowało się jako katolicy, pozostali byli ewangelikami.
Liczba mieszkańców miejscowości w poszczególnych latach:
| Rok  | Ilość mieszkańców |
| ---- | ----------------- |
| 1998 | 140               |
| 2002 | 136               |
| 2009 | 150               |
| 2011 | 144               |
| 2021 | 130               |